# Вильгельмштрассе (Шпандау)

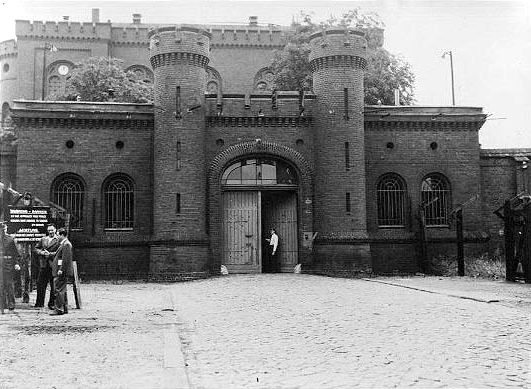
Тюрьма Шпандау (1951)

Вильгельмштрассе (нем. Wilhelmstraße) — улица в берлинском районе Шпандау, основная связующая магистраль между Шпандау и Потсдамом. На севере улица переходит в Клостерштрассе после Зеебургер-штрассе и Цигельхоф (нем. Ziegelhof). После пересечения с Хеерштрассе улица является частью федеральной дороги 2 (нем. Bundesstraße 2 [B 2]). На юге на уровне Каролинской высоты (нем. Karolinenhöhe) переходит в Потсдамское шоссе.

## История
В честь 100-летнего юбилея императора Вильгельма I в 1897 году участок Потсдамского шоссе к северу от Каролинской высоты был переименован в Вильгельмштрассе. В 1881 году было завершено строительство самого известного здания на улице — тюрьмы Шпандау. В 1883—1886 были построены казармы обозных войск (нем. Trainkaserne), которые во время использования британскими войсками стали известны под названием Smuts Barracks.
После Второй мировой войны в тюрьме Шпандау содержались заключённые, осуждённые на Нюрнбергском процессе, среди них Рудольф Гесс, после смерти которого тюрьма была снесена. В настоящее время на её месте находится крупный торгово-развлекательный центр, ставший известным под названием Britannia Centre Spandau. В настоящее время в торговом центре размещается супермаркет Kaufland.
На перекрёстке Вильгельмштрассе и Хеерштрассе находится депо городской транспортной компании Berliner Verkehrsbetriebe (BVG).